# 파비오 만치니
파비오 만치니(Fabio Mancini, 출생 8월 11일, 1987년생) 이탈리아 남자 슈퍼모델이다. 그는 모델 경력을 시작한 후, 국제적으로 일을 할 뿐만 아니라 대부분 조지오 아르마니 캠페인 광고와 패션쇼등에서 많이 볼 수 있는 몇 안되는 성공을 한 이탈리아 모델로서 알려져 있다.

## 생애
파비오 만치니의 출생한 곳은 Bad Homburg vor der Höhe, 독일 그리고 이사를 Milan, 4살에 이탈리아로 가게 되었다. 그의 아버지는 Italian 혈통 어머니는 인도와 이탈리아 계 혈통이다. 그는 현재 Milan에 살고있다

## 모델 경력
만치니는 23 살에 모델 일을 시작, Milan에서 처음 길거리 캐스팅이 되었다Milan. 이후 그는 다음과 같이 수없이 많은 디자이너들과 함께 일을 하였다 Giorgio Armani, Emporio Armani, Dolce & Gabbana, Dolce & Gabbana Alta Sartoria, Vivienne Westwood, Dirk Bikkembergs, Ermanno Scervino, Brioni 그리고 더 많은 디자이너들과도 함께 하였다.
그의 모델 경력 동안, 만치니는 아르마니 청바지 캠페인과 엠포리오 아르마니 언더웨어 광고 등에서 일을 하였다, Carolina Herrera, Aigner, Carlo Pignatelli Vince Camuto, Pierre Cardin, Yamamay 그리고 L'Oréal. 그는 다음과 같은 잡지 표지에서 빛을 내였다 L'Officiel, Hachi Magazine 과 David Magazine 그리고 또한 하이패션 촬영 editorial을 위한 Harper's Bazaar, 에스콰이어 (잡지), Men's Health and Vogue.
2014년, 몇몇 아르마니 청바지 캠페인 후 Armani launched Andrea Dones 이 제작한 새로운 언더웨어 라인, “엠포리오 아르마니 언더웨어 센슈얼 컬렉션” 에 참여, Fabio는 2 시즌 연속으로 그 라인의 얼굴이 되었다. 또한 아르마니의 40 주년을 기념하여 만든 비디오에서 바디 아이콘으로 대표하였다 #ATTRIBUTE TO THE BODY N”20/40.
2016년 만치니는 새로운 대사가 되었다 Pierre Cardin 언더웨어 컬렉션 2016 그리고 야마마이에서 미국 모델과 함께하였다 Emily DiDonato, 포토그래퍼Giovanni Gastel과 함께 촬영하였다, 또한 2016-2017 아르마니 청바지 겨울 컬렉션 얼굴이 되었다.

## 반응 및 업적
- 2014, 2015, 2016 and 2017년 Models.com 은 만치니를 가장 섹시한 남자 리스트”에 등재 하였다.[7]
- Vogue 만치니는 2015년의 베스트 “보그” Hommes 모델 피트니스에 포함되었다.[8]
- 만치니는 “가장 핫한 50 인의 모델 리스트”에 이름을 올렸다 Out Magazine.[9]
- 베스트 5 모델 Milan Fashion Week 2016년 한 해 Vogue[10]
- Vogue's 15 인기있는 Dolce&Gabbana 모델들.[11]